# بايكار بيرقدار قزل إلما
بايكار بيرقدار قزل إلما هي طائرة دون طيار نفاثة ذات محرك واحد تحت التطوير من قبل شركة بايكار التركية. يتم تطوير الطائرة كجزء من مشروع MIUS (بالتركية: Muharip İnsansız Uçak Sistemi؛ بالإنجليزية: Combatant Unmanned Aircraft System). الطائرة الأولية هي طائرة دون صوتية. ومن المقرر أن تكون النماذج (كيزيليما) اللاحقة المخطط لها أسرع من الصوت.
أعلن الرئيس التنفيذي للتكنولوجيا في شركة بايكار، سيلكوك بايراكتار، في البداية أن من المتوقع أن تقوم الطائرة برحلتها الأولى في عام 2023، مضيفًا أن الطائرات بدون طيار التي تعمل بمحركات نفاثة كانت: «حلمًا دام 12 عامًا»: تمكنت الطائرة من إكمال رحلتها الأولى قبل الموعد المتوقع، في ديسمبر 2022.